# The Singing Reed
The  Singing Reed alias The Singin' Reed est un album de la chanteuse de jazz Lucy Reed.

## Historique
Les titres qui composent cet album ont été enregistrés :
- le 13, 14 et 15 août 1955 à New York
- le 18 janvier 1957 à Chicago

Cet album a été publié pour la première fois en 1957 par le label Fantasy Records  (F 3-212).

## Titres de l’album
Note : les pistes 13 à 16 étaient absentes de l'album original.
| No  | Titre                                          | Auteur                                   | Durée |
| --- | ---------------------------------------------- | ---------------------------------------- | ----- |
| 1.  | Inchworm                                       | Frank Loesser                            | 2:50  |
| 2.  | My Love Is A Wanderer                          | Bart Howard                              | 2:48  |
| 3.  | Because We’re Kids                             | Frederick Hollander                      | 2:46  |
| 4.  | It’s All Right With Me                         | Cole Porter                              | 4:20  |
| 5.  | There’s A Boat Dat’s Leavin’ Soon For New York | George & Ira Gershwin, DuBose Heyward    | 2:28  |
| 6.  | Lazy Afternoon                                 | Jerome Moross, John La Touche            | 3:37  |
| 7.  | Flying Down To Rio                             | Gus Kahn, Edward Eliscu, Vincent Youmans | 2:12  |
| 8.  | Little Girl Blue                               | Richard Rogers, Lorenz Hart              | 3:41  |
| 9.  | Fools Fall In Love                             | Irving Berlin                            | 3:20  |
| 10. | Out Of This World                              | Johnny Mercer, Harold Arlen              | 3:45  |
| 11. | You May Not Love Me                            | Jimmy Van Heusen                         | 3:41  |
| 12. | My Time Of Day                                 | Frank Loesser                            | 2:23  |
| 13. | No Moon At All                                 | Redd Evans, David Mann                   | 1:49  |
| 14. | Tabby The Cat                                  | Harold H. Dickinson Jr., Howard Givling  | 1:52  |
| 15. | Baltimore Oriole                               | Hoagy Carmichael                         | 4:53  |
| 16. | That’s How I Love The Blues                    | Ralph Blane, Hugh Martin                 | 3:20  |

## Personnel
Août 1955 : 
- Lucy Reed : chant
- Bill Evans : piano
- Howard Collins : guitare
- Bob Carter : contrebasse
- Sol Gubin : batterie

Janvier 1957 (pistes 4, 6 et 7)
- Lucy Reed : chant
- Dick Marx : piano
- Johnny Frigo : contrebasse